# Own the Night
Own the Night é o terceiro álbum de estúdio do grupo norte-americano de música country Lady Antebellum. O álbum foi lançado em 13 de setembro de 2011. Own the  Night em 2012 foi vencedor de Melhor álbum Country pelo Grammy.

## Faixas
1. "We Owned the Night"
2. "Just a Kiss"
3. "Dancin' Away With My Heart"
4. "Friday Night"
5. "When You Were Mine"
6. "Cold As Stone"
7. "Singing Me Home"
8. "Wanted You More"
9. "As You Turn Away"
10. "Love I've Found In You"
11. "Somewhere Love Remains"
12. "Heart of the World"

## Desempenho Comercial

### Tabelas Musicais
| Tabelas (2011)                              | Melhor posição |
| ------------------------------------------- | -------------- |
| Alemanha - (Media Control)                  | 52             |
| Austrália - (ARIA)                          | 5              |
| Áustria - (Austrian Albums Chart)           | 8              |
| Bélgica - (Ultratop - Flanders)             | 31             |
| Bélgica - (Ultratop - Wallonia)             | 95             |
| Canadá - (Canadian Albums Chart)            | 1              |
| Dinamarca - (Tracklisten)                   | 26             |
| Espanha - (PROMUSICAE)                      | 77             |
| Estados Unidos - (Billboard 200)            | 1              |
| Estados Unidos - (Top Country Albums)       | 1              |
| Finlândia - (Finish Albums Chart)           | 44             |
| França - (SNEP)                             | 69             |
| Noruega - (Norway Albums Charts)            | 28             |
| Nova Zelândia - (RIANZ)                     | 2              |
| Países Baixos - (Mega Charts)               | 25             |
| Reino Unido - (The Official Charts Company) | 4              |
| Suíça - (Swiss Music Charts)                | 8              |
| Suécia - (Swedish Albums Chart)             | 39             |

### Vendas e certificações
| País           | Associação   | Certificação | Vendas     |
| -------------- | ------------ | ------------ | ---------- |
| Estados Unidos | RIAA         | Platina      | 1.000.000+ |
| Canadá         | Music Canada | Platina      | 80.000+    |